# 紀州箪笥
紀州箪笥（きしゅうたんす）とは和歌山県の伝統工芸品となっている桐箪笥（経済産業大臣指定伝統的工芸品）。
軽く耐湿性に優れ、熱の伝導率が小さいことでも知られており、衣服の収納に適しているとされている。伝統工芸士に認定された10人の職人を始めとした従事者によって作られており、正確な組手で有名。また、桐箪笥には「三方桐」「前桐」など一部のみ桐を使ったものもあるが、紀州箪笥は全てに桐を使用している「総桐」に分類される。紀州箪笥の一部として、引き出しを開けたり閉めたりすることで音が鳴る「ハーモニカ箪笥」というものもある。

## 歴史
1850年、和歌山城の天守閣を再建した際に、4年前に焼失した家具を作り直したという記録が残っている。
江戸時代になると高い防火性が評価され、特に大火が多かった江戸の裕福な町民に普及し始めた。
19世紀中頃の箪笥が各地の町屋で発見され、武士以外にも重用されていたことが分かっている。この頃になると製作の技術が確立されている。
1901年、南海鉄道が開通するなど交通の便が良くなったことにより大阪圏向けの「地廻り産地」として発達し、生産量が急速に増加した。
大正時代、2段や3段の箪笥が作られるようになった。「前桐箪笥」「三方桐箪笥」「四方桐箪笥」「総桐箪笥」など箪笥の種類も増加していった。
昭和時代には海外から西洋式の箪笥が輸入されるようになり需要が減っていったものの、バブル景気に入ると「高級志向」が高まり高級な桐箪笥が売れるようになった。

## 制作過程
制作過程は「造材」「木取り」、「歪みなおし」、「矧ぎ加工」、「板木地造り」、「組立」、「木釘造り」、「引出しや盆の加工」、「仕上げ」の9つの過程に分かれている。造材では木材のアクを抜き、半年から数年自然乾燥させる。熱を加えて歪みを直したり、「木殺し」という本来の大きさより少し大きく作った板を叩いて小さくしてから溝にはめる方法が活用されている。これにより溝から外れづらくなる。数々の伝統的な組手を使用したり、鉄釘を使わずヌカと炒った木釘を打ち込んだりなど多くのこだわりがある。また、使用箇所によって木材を分けている。仕上げを砥の粉で行うことが特徴である。

## 備考
箪笥の種類。
- 前桐箪笥 - 前面のみ桐を使用している。
- 三方桐箪笥 - 前面、両横に桐を使用している。
- 四方桐箪笥 - 上面、下面以外桐を使用している。
- 総桐箪笥 - 全てに桐を使用している。紀州箪笥はこれに分類される。